# Chiesa della Natività della Beata Vergine Maria (Castelnuovo Bocca d'Adda)
La chiesa prepositurale della Natività della Beata Vergine Maria è la parrocchiale di Castelnuovo Bocca d'Adda, in provincia e diocesi di Lodi; fa parte del vicariato di Codogno.
È stata la sede del III vicariato foraneo dagli anni venti del XVII secolo fino al 1956.

## Storia
La prima citazione della chiesa di Santa Maria di Castelnuovo è stata scoperta dallo storico Gianantonio Pisati ed è contenuta in un documento databile tra il 1185 e il 1189.
Un'altra citazione si deve ricercare in un documento datato 9 giugno 1203, nel quale si legge che essa era protagonista d'una vertenza assieme alla pieve di Roncarolo.
Nel 1261 alla chiesa di S. Maria Castri novi de Boca Adue venne imposto dal legato Guala il pagamento di quattro denari; in quel periodo essa risultava ancora nella giurisdizione della pieve di San Michele Arcangelo di Roncarolo.
Il 14 giugno 1471 la chiesa venne consacrata dal vescovo di Lodi Carlo Pallavicino; tra il 1555 ed il 1561 fu edificata una cappella laterale a pianta ottagonale, voluta da Camillo Stanga.
Sul finire del XVI secolo risultava che la parrocchiale aveva come filiali le chiese di Santo Stefano Protomartire e della Beata Vergine Annunziata e gli oratori di San Mamerte e di Sant'Antonio.
Grazie alla Descriptio del 1619 si conosce che allora nella chiesa, che faceva parte del vicariato di Maleo, avevano sede le confraternite del Santissimo Sacramento, della Dottrina Crstiana e del Rosario, che il clero a servizio della cura d'anime era composto dal rettore e da quattro cappellani, che i fedeli erano 1600 e che entro i confini parrocchiali sorgevano pure gli oratori della Beata Vergine Annunziata, di Sant'Antonio, dei Santi Michele e Agata e di San Rocco; verso il termine del Seicento Castelnuovo divenne sede di un vicariato, che comprendeva anche le parrocchie di Corno Vecchio, di Cavacurta e di Meleti.
La prima pietra della nuova parrocchiale venne posta nel 1759; l'edificio, in stile rinascimentale, fu portato a compimento nel 1760; nel 1774 venne edificata la cappella laterale di San Giuseppe. Nel 1853 fu eretto il campanile, che nel 1895 fu dotato di un nuovo concerto di campane.
Nel 1964 la facciata subì un restauro, nell'anno successivo venne realizzato l'impianto termico e nel 1976 fu restaurato il soffitto; verso la fine del XX secolo la chiesa passò al vicariato di Codogno, nel 2001 il tetto subì un rifacimento, nel 2006 venne ridipinta completamente la navata centrale, rifatto l'impianto elettrico e di riscaldamento a pannelli radianti con la posa del pavimento in marmo (breccia sarda e giallo reale rosato), e nel 2016 la facciata, danneggiata dal terremoto dell'Emilia del 2012, venne consolidata.

## Descrizione

### Facciata
La facciata della chiesa è suddivisa da una cornice marcapiano in due registri, entrambi tripartiti da quattro lesene; nell'ordine inferiore di apre il portale d'ingresso, mentre in quello superiore vi è una finestra caratterizzata da un arco a tutto sesto. A coronare il tutto è il timpano spezzato di forma curvilinea.

### Interno
L'interno dell'edificio si compone di un'unica navata, sulla quale si affacciano delle cappelle: tre sul lato che volge a mezzogiorno ed altre tre - compresa quella dello Stanga - su quello che guarda a settentrione.
Al termine dell'aula vi è il presbiterio, vicino al quale sorgono la torre campanaria e la sagrestia.